# Bruno Conti
Bruno Conti (n. 13 martie 1955 în Nettuno) este un fost fotbalist italian și fost antrenor în Serie A la echipa AS Roma în perioada 14 martie 2005 până pe 30 iunie 2005. A jucat pe postul de extremă, fiind un jucător rapid, bun pasator și dribleur.
Conti a jucat în naționala Italiei care a câștigat în 1982, Campionatul Mondial. A fost unul dintre cei mai buni jucători ai turneului, având un rol deosebit în finală, unde chiar dacă a fost atenționat cu cartonașul galben după 31 de minute, a fost creatorul celui de-al doilea gol al Italiei, marcat de Marco Tardelli și de asemenea a creat faza din care Alessandro Altobelli a marcat al treilea gol al italienilor după 81 de minute. Italia a câștigat meciul cu 3-1.
De-a lungul carierei sale în Italia, a jucat pentru AS Roma din 1973 până în 1990, câștigând campionatul în 1983 și Coppa Italia de 4 ori. După plecarea antrenorului Luigi Del Neri, Conti a fost promovat de la postul de antrenor al echipei de juniori către cel de antrenor principal al Romei în sezonul 2004-2005. Nu deține licență de antrenor. A fost antrenorul lui AS Roma, până la antrenorul Luciano Spalletti.

## Palmares
AS Roma
- Serie A

Campion (1): 1982-1983
- Coppa Italia

Câștigător (1): 1979-1980, 1980-1981, 1983-1984, 1985-1986, 1990-1991
Naționala Italiei
Câștigător (1): 1982